# Denticerus muehlei
Denticerus muehlei là một loài bọ cánh cứng trong họ Cerambycidae.